# Hirschmannia
Hirschmannia is een geslacht van kreeftachtigen uit de klasse van de Ostracoda (mosselkreeftjes).

## Soorten
- Hirschmannia hespera Hazel, 1983 †
- Hirschmannia quadrata Hazel, 1983 †
- Hirschmannia tamarindus (Jones, 1857) Wagner, 1957
- Hirschmannia viridis (Mueller, 1785) Elofson, 1941